# 田口智治
田口 智治（たぐち ともはる、1960年10月27日 - ）は、日本のキーボード奏者、ピアニスト、オルガニスト、作曲家、編曲家。1980年代に活躍したC-C-Bのメンバー。身長169.5cm。
C-C-B解散後、音楽活動を続ける傍ら、地元である東京都足立区を中心にボランティア活動に参加した。

## 来歴
- 東京都足立区出身。二人兄弟の次男。
- キーボード奏者・ピアノ奏者としての評価が高く、クラシック・ポピュラー・ハードロック・プログレと、ジャンルを問わない。また、その感性豊かに奏でる音色を音楽療法やボランティア活動に活かし、音楽を通じての社会貢献を積極的に試みている。以前よりクリスチャンであったことを明言している。
- 10代の頃よりアマチュアバンドで活動、キーボード奏者として名をあげる。高校に通っていた頃、かつて同じバンドで活動していた伊藤真視の誘いを受けて、近藤真彦の第二期専属バックバンド「ダブルス」に加入、初期メンバーとしてプロ活動を始める。ダブルスのメンバーとなり、それなりの収入もあったが、プレイヤーとしての個性を発揮しきれないジレンマも感じていた。また、「大手のジャニーズ事務所の傘の下に所属していれば安泰だろう」と揶揄されたこともあり、ミュージシャンとしての可能性を伸ばしたいと考えるようになっていた。
- 1984年初め、アマチュアバンド時代より交流のあった渡辺英樹や笠浩二が参加していたC-C-B（当時はCoconutBoys名義）の初期メンバー2名（キーボーディストとギタリスト）の脱退を知る。C-C-Bへの誘いを受けたが当初は断っていた。しかし上記の理由もあり、考えた末に受諾する。C-C-Bの2枚目のシングル『瞳少女／チリドッグがお気に入り』から正式にメンバーとしてレコードジャケットにクレジットされる（ギタリストの米川英之も同時期に新メンバーとして加入）。ダブルス時代と違い収入は激減、アルバイトを兼業しながらバンド活動を続けた。
- 1985年、『Romanticが止まらない』でブレイク（C-C-Bでの活動はC-C-B#経歴項など参照）。以降、生活が激変するほど多忙になる。オリジナルアルバムに多く収録されている楽曲の作曲・編曲にも才能を発揮する。プログレやハードロック、クラシックの要素を取り入れた作曲やアレンジは他の追随を許さないほど豊かな感性で彩られ、メンバーも一目置く存在となり、特にレコーディングや楽曲作りに重点を置き始めた中期以降はC-C-Bの音楽性を牽引する一人となった。
- 1989年10月、C-C-B解散。解散後暫くはフリーで活動。1990年頃から森田哲朗、丸岡浩司、野口薫のバンドに参加、「ECLIPS」と改名したバンドで1994年まで活動した。その後は特定のバンドに所属せず、多くのアーティストやバンドとのセッションやユニットに参加。C-C-Bの元メンバーとバンドやユニットを組んでライブを行うこともあった。
- 2004年、渡辺英樹、米川英之、田口の3名でユニット『ヨネタワタル』を結成、7月6日に青山円形劇場でライブを敢行。チケットは即完売となり、7月8日に追加公演が決定する盛況を収めた。
- 2006年、YouTubeに自身のチャンネル「taguchi gumi」を開設。
- 2011年7月、『ヨネタワタル』にファンキー末吉をサポートミュージシャンに迎え、『AJ-米田渡-』名義のユニットを組み、チキンジョージ・ボトムライン・DUO MUSIC EXCHANGEで、C-C-B時代にメンバーが作った楽曲を主にセットリストにしたライブを行った（以降、『AJ-米田渡-』は年に数回ライブを開催し、その全てに田口は参加した）。同年10月27日には同じメンバーで『田口智治Birthday Live「田口★祭」』を Mt.RAINIER HALL SHIBUYA PLEASURE PLEASUREにて行った。
  - 2012年10月27日、再び田口の名を冠したライブ『田口智治Birthday Live「田口★祭2」』をAJ-米田渡-のメンバーで開催。「田口★祭」が毎年恒例になるか、具体的には未定であるというが田口は「（出来れば）続けたい」とライブのMCで語った。2014年には『トモちゃんのお誕生日会「タグティーパーティー!』を川口・SHOCK-ONで開催。ライブの模様はニコニコ生放送で中継された。
- 2015年4月27日、腹部に強い痛みを訴え入院（5月8日に退院）[1]。5月16日に渡辺英樹とのユニット・TANaBEのライブで仕事復帰した。
  - 2016年1月1日、前年4月に経験したような強い痛みを腹部に覚え、翌日病院でCT検査したところ大腸に穿孔が認められたため、即日、大腸の一部を切除する手術を受けた（約2週間の入院を要したのち、1月15日に退院）[2]。
- 2015年7月2日、覚せい剤取締法違反（所持）の疑いで神奈川県警察薬物銃器対策課に逮捕された[3]。7月23日、起訴される[4]。9月16日、横浜地方裁判所において懲役1年6か月、執行猶予3年（求刑懲役1年6か月）の有罪判決を言い渡された。初公判であったが田口は起訴内容を認めたため即日判決となった[5][6]。
  - 9月17日、自身のホームページのトップ画面に「お詫び」と題した直筆の謝罪文を掲載。7月の逮捕からおよそ2か月半、初めて田口自身の言葉で反省の弁を表した（同年9月19日よりトップ画面のみの表示、掲示板などは削除され閲覧不可能）。Facebookは同年11月後半より再び更新されるようになり、愛猫を愛でる様子や健康に留意した食生活を心掛けている様子を伝えていた。
  - 2016年4月14日、再度覚醒剤を使用した容疑で神奈川県警察に逮捕された[7]。5月2日、起訴される[8]。7月11日、横浜地方裁判所により懲役1年6か月、うち懲役4か月を保護観察付き執行猶予2年の判決が言い渡された[9]。
- 2021年10月4日、2016年4月6日から更新の止まっていたFaceBookにおよそ5年6か月ぶりに投稿。同年年頭に5時間に及ぶ頚椎症性脊髄症の手術を受け、ひと月ほど入院していたことを報告。また、心の病を患い、精神科のプログラムに毎日通っていることなどの近況を綴った。
- 2024年6月18日に自宅で覚醒剤を所持した現行犯で関東信越厚生局麻薬取締部に逮捕されていたことが8月1日に報じられた[10]。9月2日、東京地方裁判所で初公判が開かれ、田口は起訴内容をすべて認め、再び覚醒剤を使用したきっかけについては「飼い猫の交通事故死」と説明した[11]。検察側は「覚醒剤をめぐる人間関係を断ち切らず常習性が認められ、再犯に至る可能性も高い」などとして、懲役2年6か月を求刑。弁護側は「反省し、二度と薬物を使用しないことを誓約している」として執行猶予付き判決を求め、裁判は即日結審した[11]。9月17日，東京地裁は覚醒剤取締法違反の罪で、田口に懲役2年の実刑判決を言い渡した[12]。判決は「同様の前科があるにもかかわらず、刑執行終了後6年が経過しないうちに犯行に及んでいる」と指摘し、「覚醒剤に対する親和性、依存性が認められる」とした[12]。田口側は控訴せず、一審判決の懲役2年が確定した[13]。

### 人物・エピソード
- 電子楽器のキーボードを演奏することから、機械全般に詳しいと思われがちだが、実際はあまり得意ではない。一台で何通りもの音色（おんしょく）を奏でるキーボードは演奏中に手早く設定を変える操作などが必要になるが、田口はその操作が得意ではないため、必要な音色を設定してある複数のキーボードを配置して演奏をしている。設定を変える必要があるときは曲と曲の合間（MCタイム）や、共演者がソロ演奏をしている際に行なっている。AJ-米田渡-ではC-C-B時代に愛器としていたローランドのJupiter-8も使用している[14]。
- ファンキー末吉が経営していたライブハウス「Live Bar X.Y.Z.→A」では『田口Bar』と銘打ち、ひとりでライブを行うこともあった（歌とピアノとトーク）。また、同ライブではステージを降りて客席で酒の相手もする。時には自ら肴を用意して提供していた。得意料理のひとつタンドリーチキンは定番メニューであった。
- ライブで歌う機会も増えたが（AJ-米田渡-でのボーカルや、B×B、田口Barでの弾き語りなど）、複雑なメロディラインやコード進行を弾きながらの歌唱は基本的に苦手である。
- 酒も煙草も嗜む。甘い物も好んで食しており、C-C-B時代はかなり痩身だったが中年期以降、やや豊かな体型になった（本人はさほど気にしていない）。また頭髪も寂しくなったこともあり帽子も好んで被っている。視力は年齢相応に老眼の兆候が出始めたため、日常的に眼鏡をかけている。
- C-C-B時代から温泉と映画が好きで暇を見つけては出掛けている。
- 幼少期より先天赤緑色覚異常のきらいがあり、赤系統の弁別に困惑することがあるという。
- 愛猫家であり、自身のHPやfacebookに愛猫の話題や写真を掲載することが多かった。
- 家族と同居していた頃は家事の一切を担っていた。料理はあまり得意ではなかったが、家族が体調を崩した折に医師から食事指導を受けて以降、レシピを見ながら懸命に作るようになったという。自身も2015年に体調を崩して入院した経緯から、外食は控えて自炊を心掛けていた。

## 作品

### アルバム
|   | タイトル     | 名義               | 規格 | 備考                                           |
| - | ------------ | ------------------ | ---- | ---------------------------------------------- |
| - | Taguchi☆gumi | 田口智治 (田口★組) | MP3  | 田口智治のソロ作品とカバー曲が配信されている。 |

### 参加作品
|   | 発売日        | タイトル                                   | レーベル                                 | 規格 | 規格番号         | 備考 |
| - | ------------- | ------------------------------------------ | ---------------------------------------- | ---- | ---------------- | --- |
| - | 1994年3月18日 | 『ROCK'N'ROLL RIBBON 〜Merry-Hurry完全版』 | ポニーキャニオン                         | CD   | ASIN：B000064M45 | 渡辺英樹、野村義男、衛藤浩一とTHE C-C-BYE名義で参加。 『C-C-B』『AJ-米田渡-』の米川英之も参加した。          |
| - | 1997年8月21日 | METAL CLASSIC                              | バンダイ・ミュージックエンタテインメント | CD   | APCE5538         | 「タグチ トモハル」名義で編曲を担当している。 また、ギターリストの米川英之も作曲・編曲・演奏で参加している。 |

## 主なバンド・ユニット活動

### ステーション
田口が高校時代に在籍していたバンド。後にC-C-Bとして共に活動する渡辺英樹がベーシストとして在籍しており笠浩二もドラマーとして在籍していた。1996年に発売した渡辺、田口らのバンドTHE GATESの1stアルバム『もんだらけ』収録の【全裸を許さない頭の社会に対するカラダ達の反抗】はステーションの楽曲『もしもおまえが天使なら』が元になっている。

### ダブルス
1982年 - 1983年、近藤真彦の第二期専属バックバンドダブルスに加入し活動。

### C-C-B
1982年に渡辺英樹、関口誠人、笠浩二らがココナッツボーイズを結成。田口は1983年からサポートに入りその後正式加入。1984年米川英之が加入。1984年末にC-C-Bと略して活動、1985年に正式に名義をC-C-Bに改名。1987年に関口が脱退。1989年10月9日に日本武道館のライブを最後に解散。その後のソロ活動でも各メンバーと関わる事が多い。田口は2015年の再結成にも参加した。

### ECLIPS
1990年に森田てつろう（現：哲朗）、丸岡浩司、野口薫のバンド「EL CRACK BABY'S」に田口が加わり「ECLIPS」と改名して1994年まで活動した。

### THE C-C-BYE
渡辺英樹、野村義男、衛藤浩一と結成したバック・バンドグループ。

### THE GATES
1996年に渡辺英樹、丸山正剛、野口薫と結成したプログレバンド。その後自然消滅するが、2011年に再結成し2015年まで活動した。

### mustard
1996年に谷口宗一、村田”HIDEO”政隆、野口薫と結成。

### The Trip White Hornet
1997年に「mustard」がバンド名を改名。1999年に西川進が加入。2002年に活動休止。

### MASTER☆BABY
2005年から2000年代後半に活動していたバンド。

### ヨネタワタル
元々1990年 - 1993年に存在してていた渡辺、田口、米川のファンクラブ「ヨネタワタル」がユニット名となり2004年にライブを開催。その後、田口が脱退しWY （ヨネトワタル）に改名した。

### AJ-米田渡-
2011年、アコースティックユニット『ヨネタワタル』にファンキー末吉をサポートミュージシャンに迎えてバンド形式にリニューアルしAJ-米田渡-名義に変更。ライブでのセットリストはC-C-B時代にメンバーが作った楽曲をメインとし、他にメンバーのソロ楽曲やAJ-米田渡-のオリジナル曲なども演奏した。

### TANaBE
2011年 - 2015年、渡辺英樹とのライブ活動の名義。

### B×B
2012年 - 2015年、米川英之とのライブ活動の名義。バンド名の由来は2人ともB型だからという理由。

## カセット・ブック
| タイトル                                                        | 発売日       | レーベル             | 備考 |
| --------------------------------------------------------------- | ------------ | -------------------- | --- |
| ROCK KEYBOARD CASSETTE C-C-B 田口君の“ラッキーボードをもう一度” | 1986年6月1日 | シンコーミュージック | 本人の全面演奏とナレーションによる教則カセット 写真、譜面を掲載 A5版/カセットC-70/テキスト32ページ/定価2,000円 |